# GWR 4500
De Great Western Railway (GWR) 4500 Class of Small Prairie is een serie 1'C1 (2-6-2 T)-stoomlocomotieven.

## Geschiedenis
Ze werden ontworpen als kleine locomotieven voor gemengd vervoer en werden voornamelijk gebruikt op lokaalspoorlijnen. Het ontwerp was gebaseerd op de eerdere serie 4400, maar met grotere drijfwielen en gewijzigde wielbasis. Dit zorgde ervoor dat ze een hogere snelheid konden halen, tot ongeveer 100 km/h (60 mph). In totaal werden er 75 gebouwd; 55 werden gebouwd in vier verschillende batches tussen 1906 en 1915 en een vijfde batch van 20 locomotieven werd gebouwd in 1924. De eerste twee batches waren oorspronkelijk genummerd 2161-2190 maar werden in 1912 vernummerd tot de 4500-4529. De eerste batch (2161-2180) was tevens de laatste batch locomotieven die bij Stafford Road Works in Wolverhampton werd gebouwd. Van deze batch was de 2168 (4507) de laatste in Wolverhampton gebouwde locomotief die bij British Railways  dienstdeed en hij werd pas in 1963 buiten dienst gesteld. De laatste twee gebouwde batches waren de nummers 4530-4554, gebouwd in 1913-1915, en de nummers 4555-4574, gebouwd in 1924.
De serie 4575 was een latere ontwikkeling met een grotere waterinhoud.

### Rhondda en Swansea Bay Railway en Port Talbot Railway
De Rhondda and Swansea Bay Railway (R&SBR) werd al vanaf 1 juli 1906 door de GWR geëxploiteerd, hoewel deze pas op 1 januari 1922 door de GWR werd overgenomen. In april 1907 stuurde de GWR drie nieuwe locomotieven van de eerste batch, nrs. 2165–7, naar de R&SBR; deze kregen de R&SBR-nummers 31-33. De Port Talbot Railway (PTR) werd op 1 januari 1908 overgenomen door de GWR, maar de locomotiefvloot bleef gescheiden tot 1 januari 1922. In maart 1909 werden de R&SBR-nummers 31 en 32 overgedragen aan de PTR en kregen hun GWR-nummers 2165 en 2166 terug. Deze twee werden in 1912 teruggegeven aan de GWR en werden in december van dat jaar vernummerd tot nr. 4504 en 4505. Nr. 33 werd pas in januari 1914 teruggegeven en is toen vernummerd tot nr. 4506.

## Museumstukken
Drie locomotieven van deze serie zijn bewaard gebleven, twee ervan werden gered van de sloop bij Woodham Brothers, een sloperij in Barry in Zuid-Wales.

### 4555
De 4555 werd in een operationele staat gekocht van British Railways door twee particulieren en deze locomotief had dus geen revisie nodig. Oorspronkelijk werd de loc ingezet op de Dart Valley Railway, en later verhuisde zij naar de Dartmouth Steam Railway. Na een grondige revisie vanaf 2014 was de loc in 2020 weer operationeel. In 2020 werd de loc voor drie jaar uitgeleend aan de East Somerset Railway.

### 4561
Deze locomotief verliet Woodham Brothers in september 1975. De loc kreeg een grote revisiebeurt bij de West Somerset Railway, aangezien zij al vanaf 1998 buiten dienst was geweest.

### 4566
Deze locomotief verliet Woodham Brothers in augustus 1970. De loc werd eind 2006 na een revisie weer in gebruik genomen, een aantal jaar later geverfd in de groene GWR-huisstijl en later overgeschilderd in de zwarte BR-huisstijl. De loc werd in januari 2017 buiten dienst gesteld omdat het ketelcertificaat was verlopen.

## Galerij

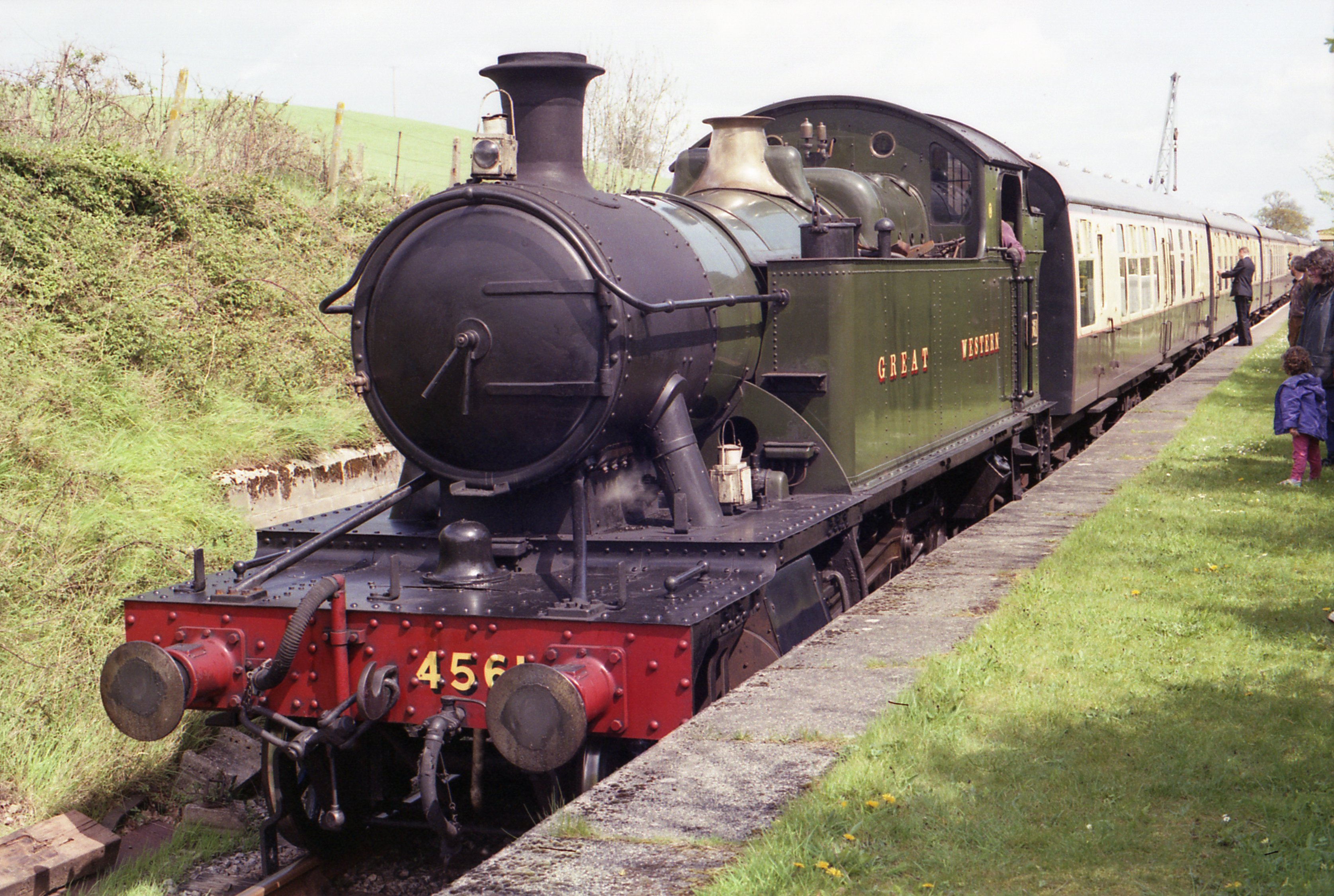
GWR 45xx nr. 4561
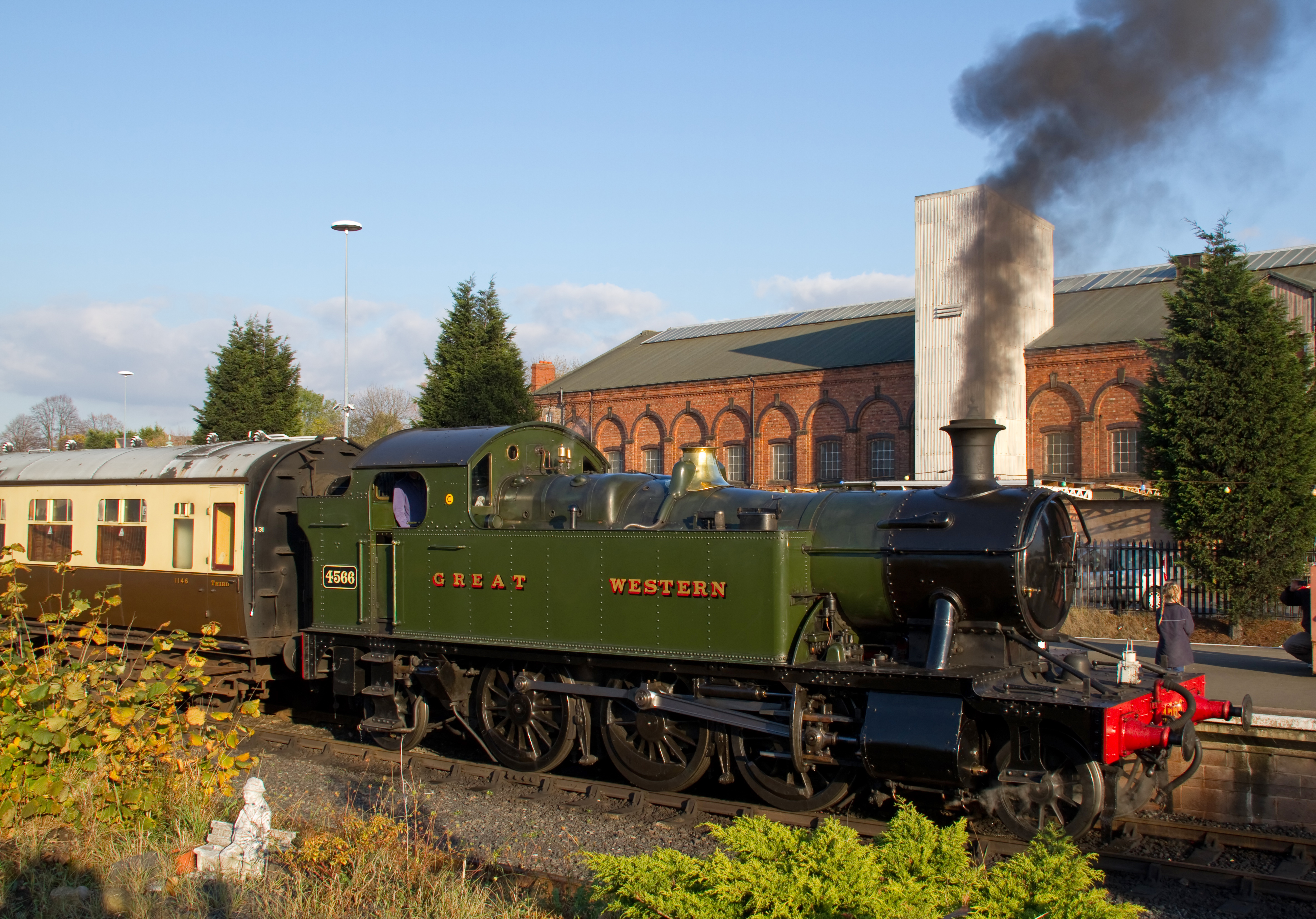
Ex-GWR 45xx nr. 4566 bij station van Kidderminster aan de Severn Valley Railway
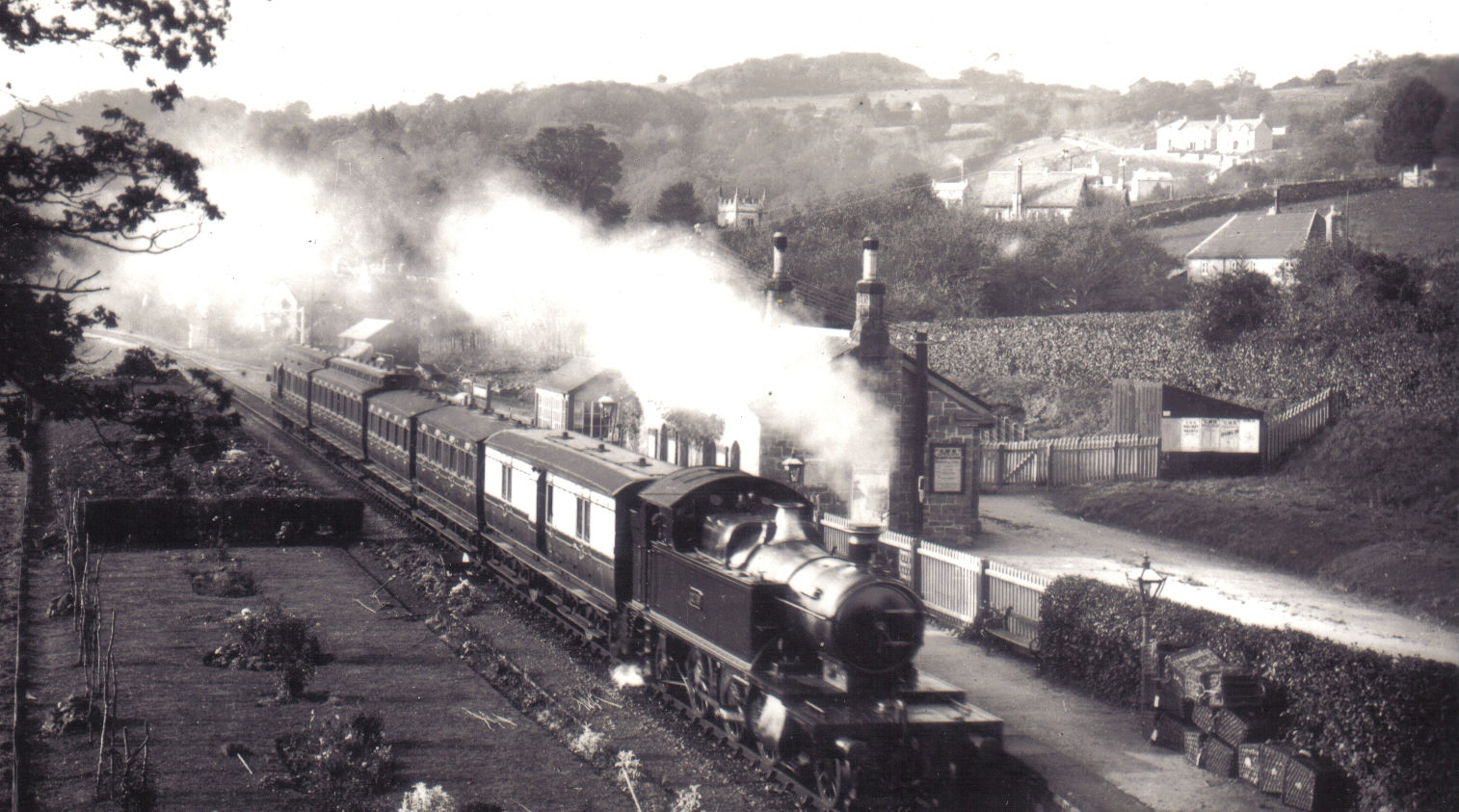
Station Lustleigh in 1912 met een trein naar Moretonhampstead
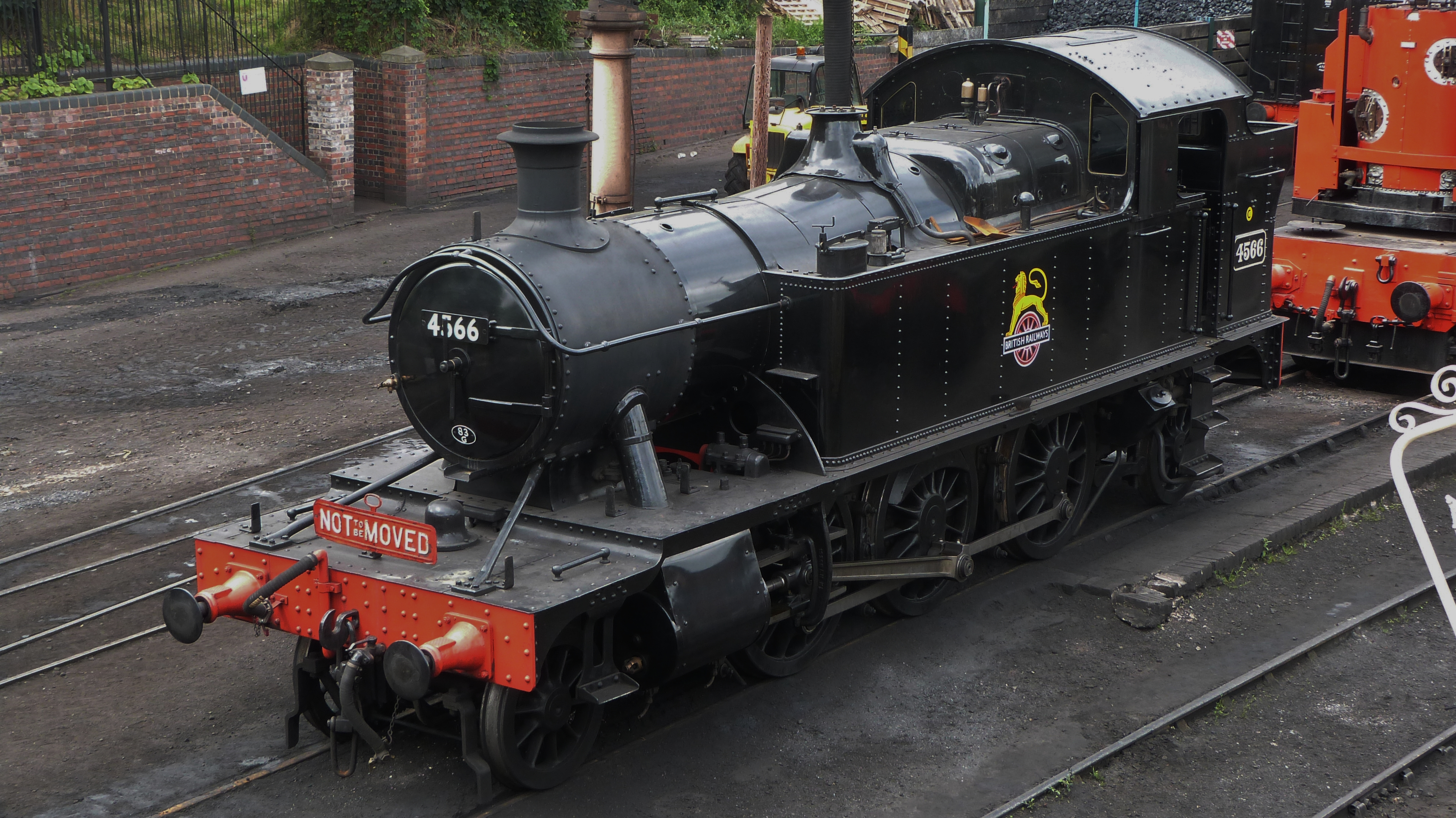
GWR 45xx nr. 4566
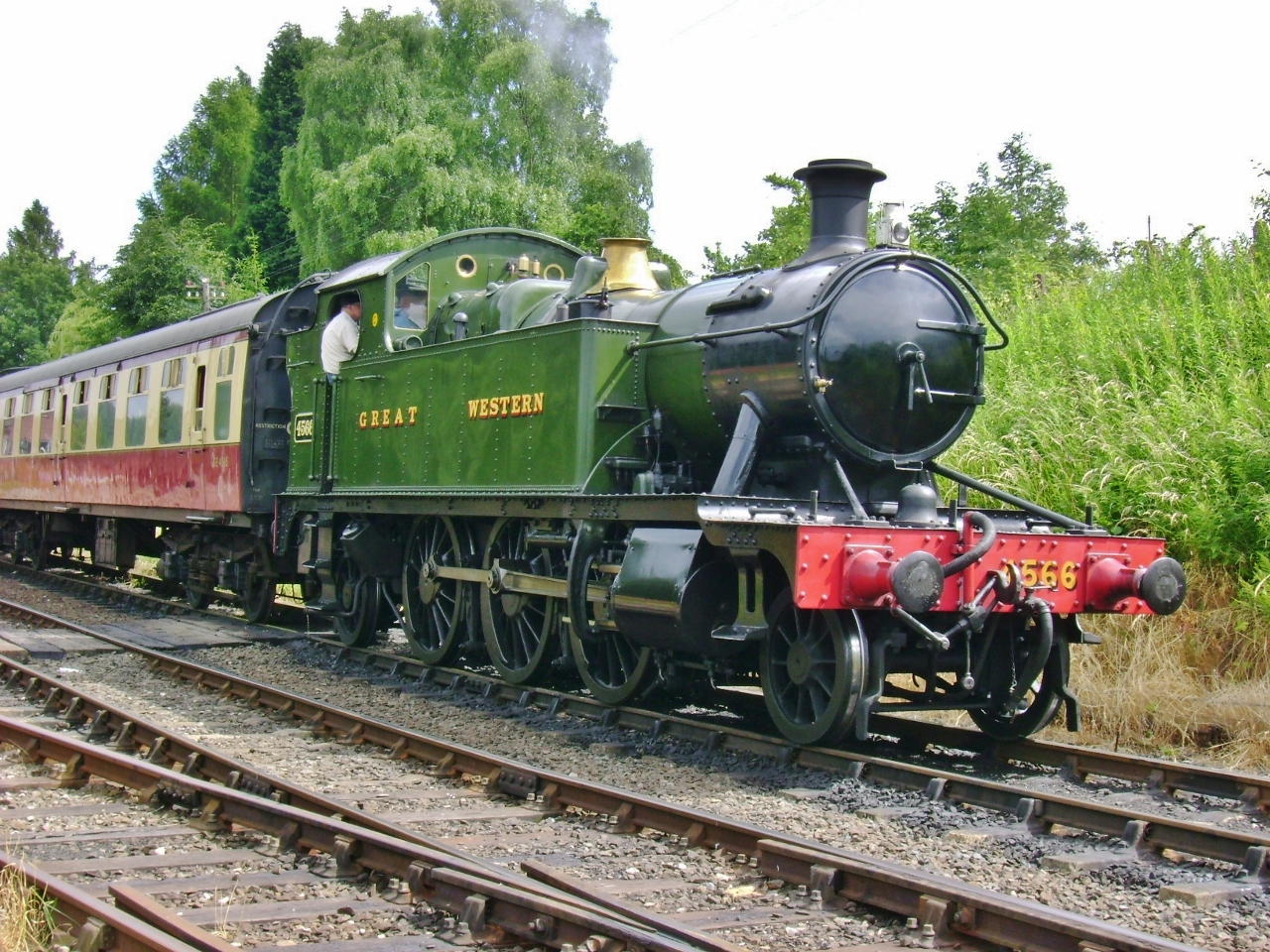
GWR 45xx nr. 4566 in Bewdley in 2008
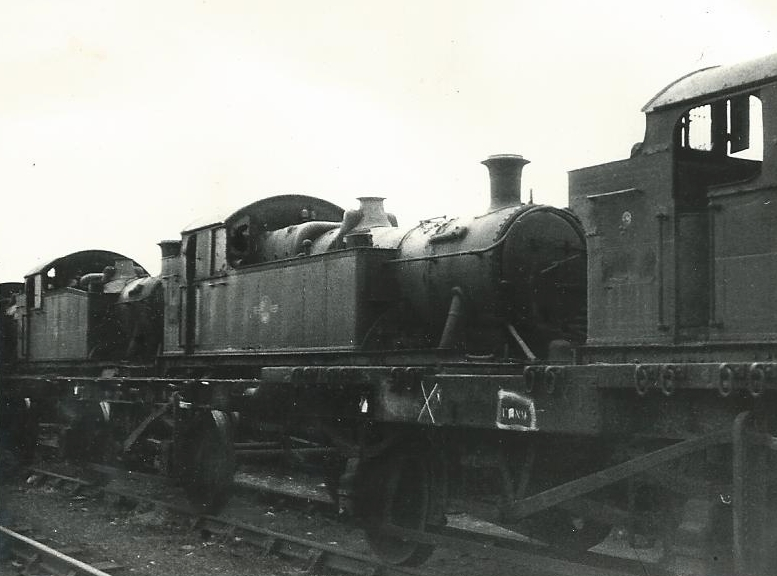
GWR 45xx nr. 4558 op de Woodham Brother Scrapyard in 1964
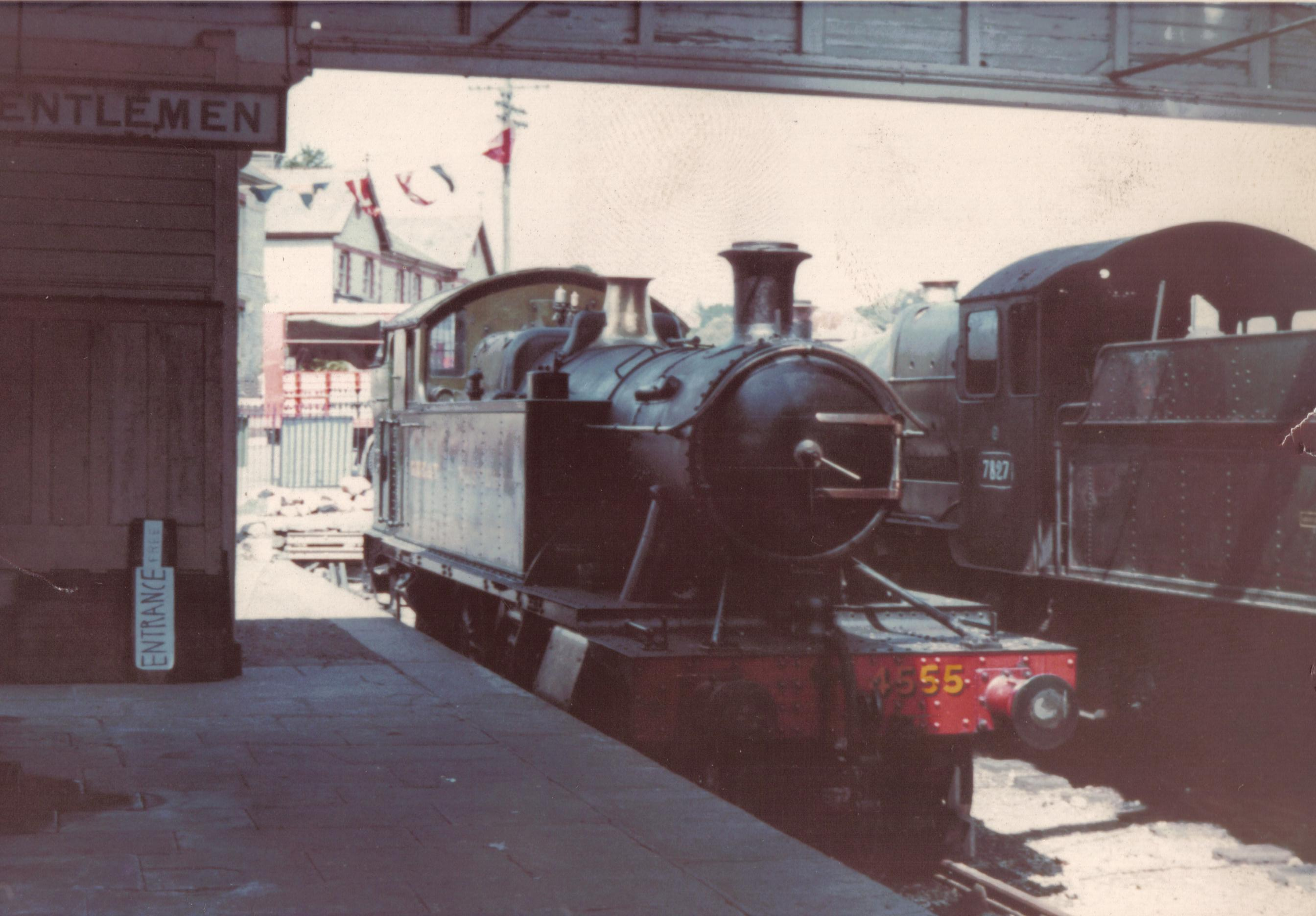
GWR 45xx nr. 4555 bij het station van Ashburton in 1969
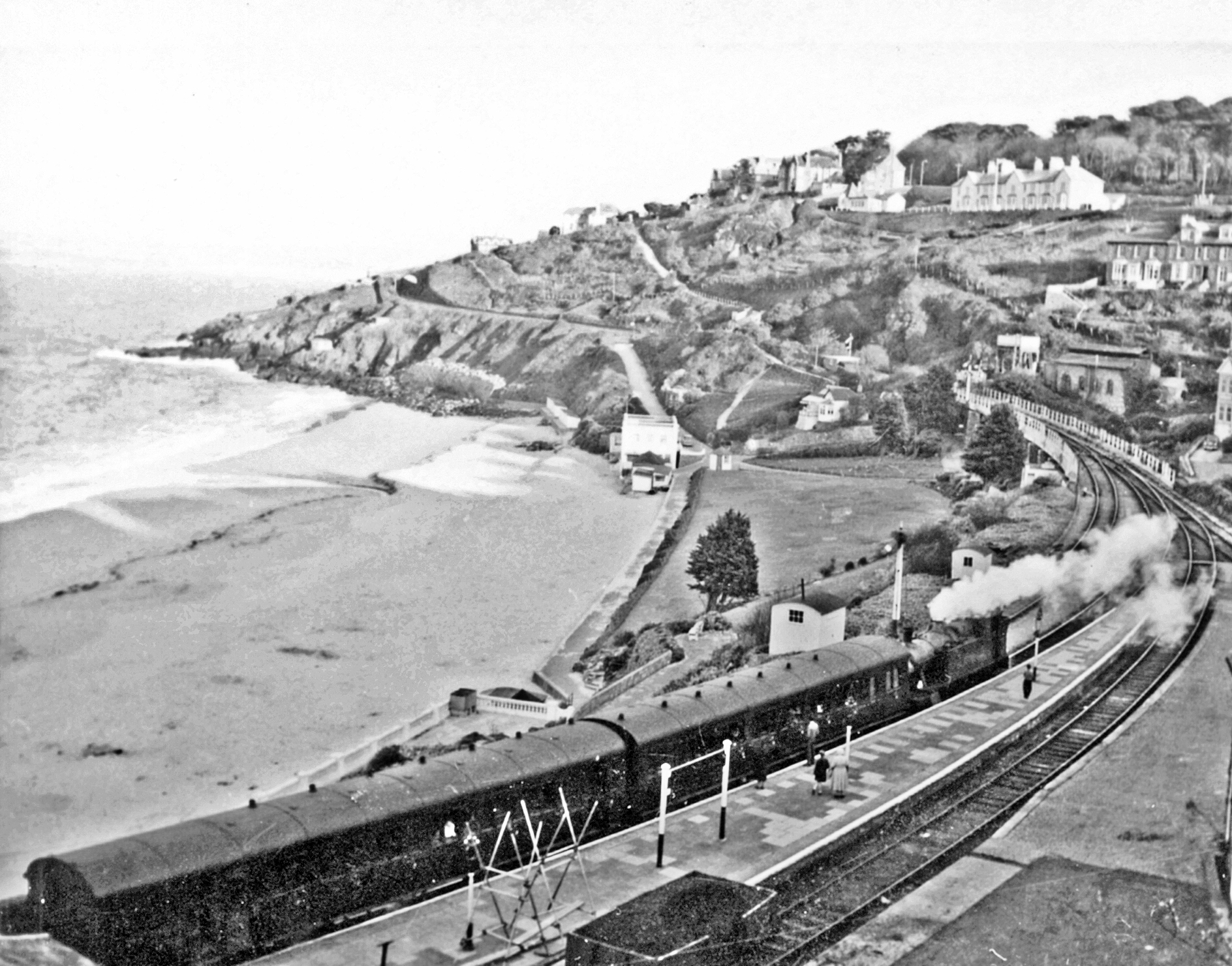
GWR 45xx nr. 4566 in St Ives in 1960
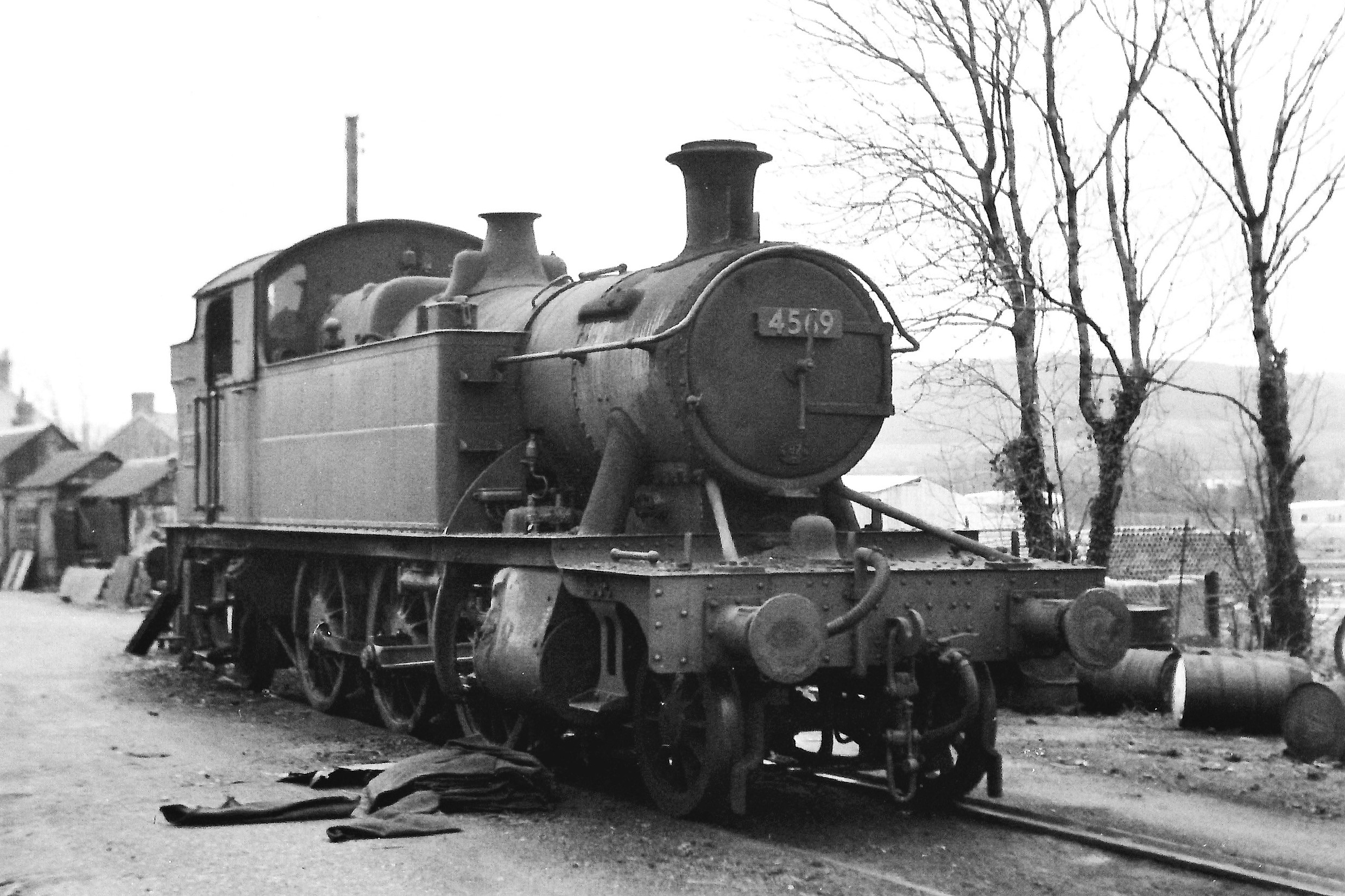
GWR 45xx nr. 4569 bij het MPD van Whitland in 1963
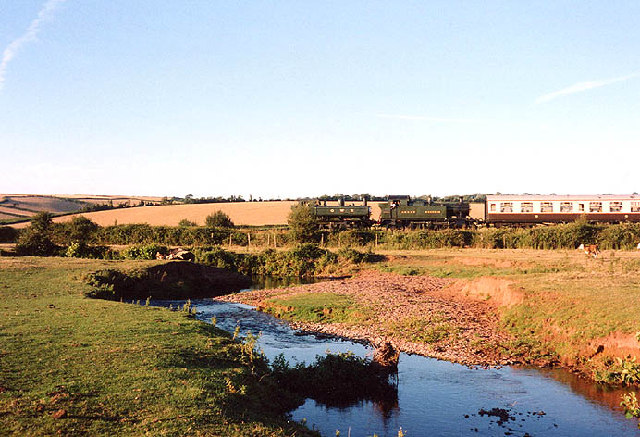
GWR 64xx nr. 6412 samen met 45xx nr. 4561 op een avondtrein op de West Somerset Railway in 1993